# 王晓龙 (中将)
王晓龙（1952年—），江苏溧阳人。中国人民解放军中将。
1996年，担任空军第8军政治部主任。2002年，改政委。2003年12月，任兰州军区空军副政委。2006年12月，任成都军区空军政治部主任。2007年6月，任中国人民解放军空军政治部主任。2009年12月任空军副政委。2015年到龄退役。